# 直裾
直裾是指直裾袍，是深衣制的一種，上下連裳，又稱襜褕。裾指衣服的大襟。直裾下裳部份剪裁為垂直，衣裾在身側或側後方，沒有縫在衣上的繫帶，由布質或皮革製的腰帶固定。漢代以後，由於內衣的改進，盛行於先秦及西漢前期的繞襟曲裾已屬多餘，至東漢以後，直裾逐漸普及，成為深衣的主要模式。

## 歷史
漢代的直裾男女均可穿著。這種服飾早在西漢時就已出現，但不能作為正式的禮服。西汉田蚡死后，其子田恬继承武安侯爵，公元前127年因穿直裾入宫不合礼仪被废除了爵位。原因是古代褲子皆無褲襠，僅有兩條褲腿套到膝部，用帶子系於腰間。這種無襠的褲子穿在裏面，如果不用外衣掩住，褲子就會外露，這在當時被認為是不恭不敬的事情。所以外要穿著曲裾深衣。
隨著服飾的日益完備，褲子的形式也得到改進，出現有襠的褲子。由於內衣的改進，曲裾繞襟深衣已屬多餘，至東漢至魏晉南北朝，直裾逐漸普及，並替代了曲裾。唐代起消失。

## 漢墓文物
絳紅紗印彩續衽直裾綿深衣從長沙馬王堆一號漢墓中出土，衣長130釐米，通袖長236釐米，袖寬41釐米，袖口寬30釐米，腰寬48釐米，下擺寬57釐米，領緣寬29釐米，擺緣寬38釐米。它的衣式形制有交領、右衽、胡袖、直裾，袖與下擺鑲大幅的寬緣。

### 汉陶俑

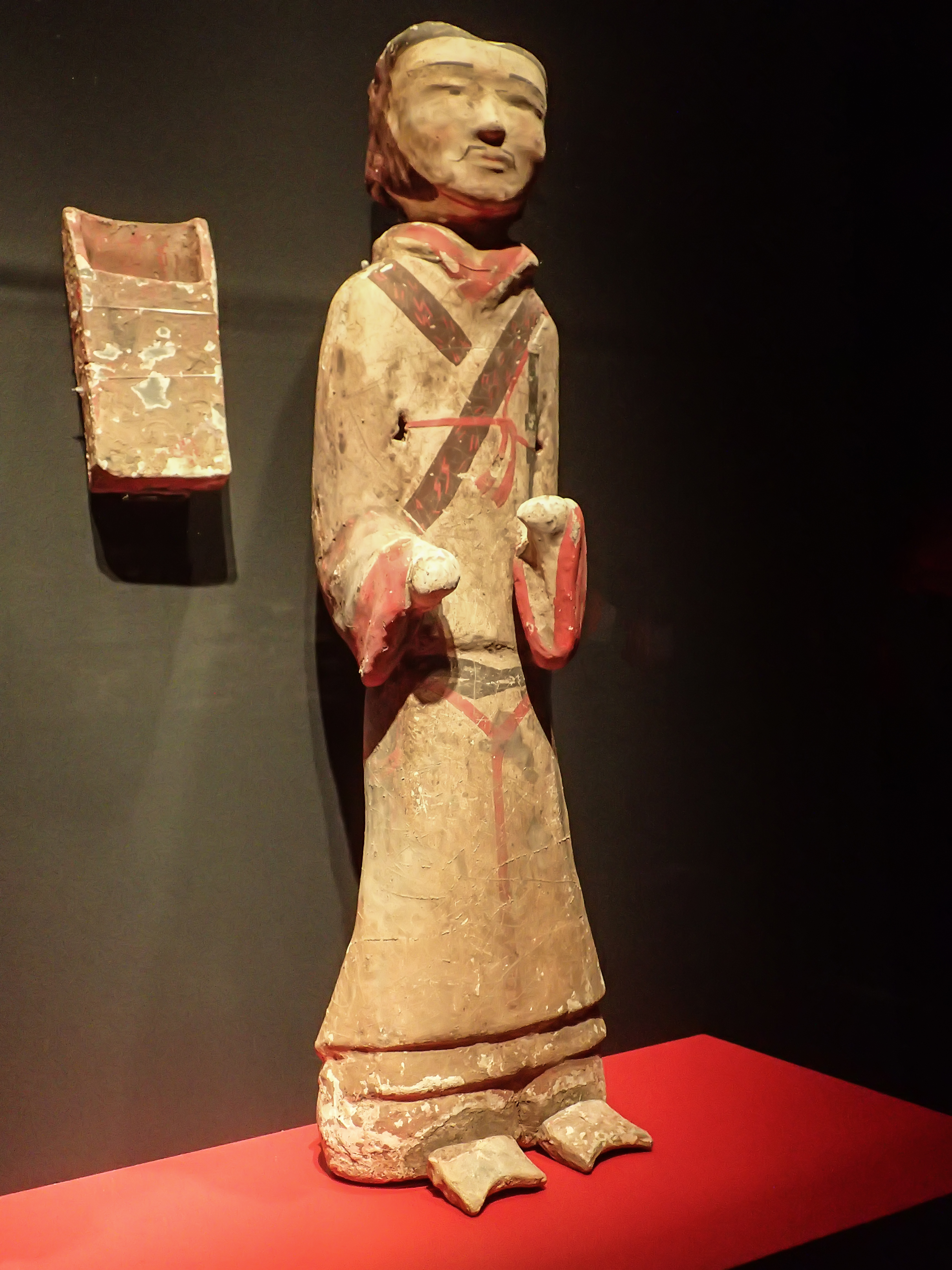
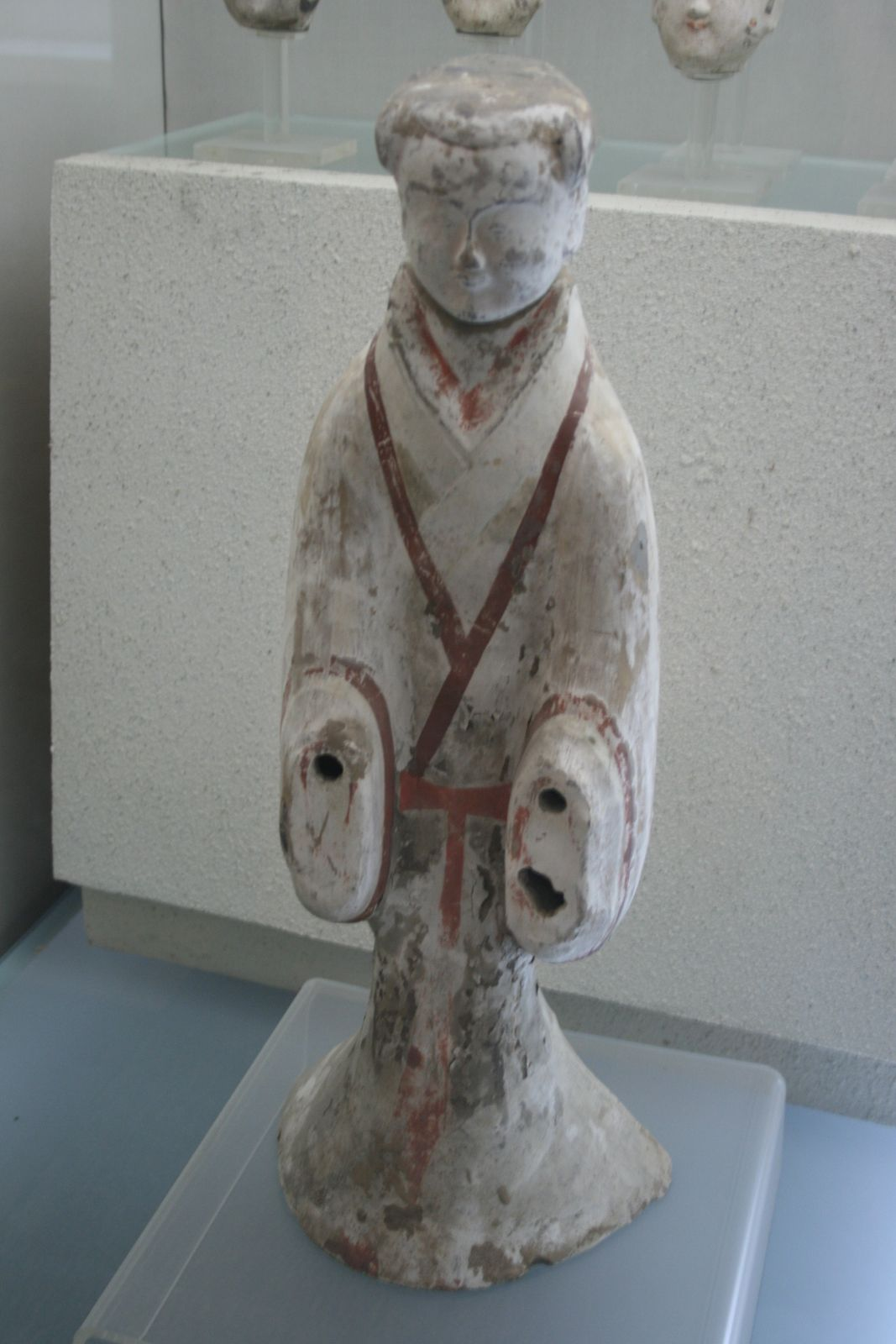
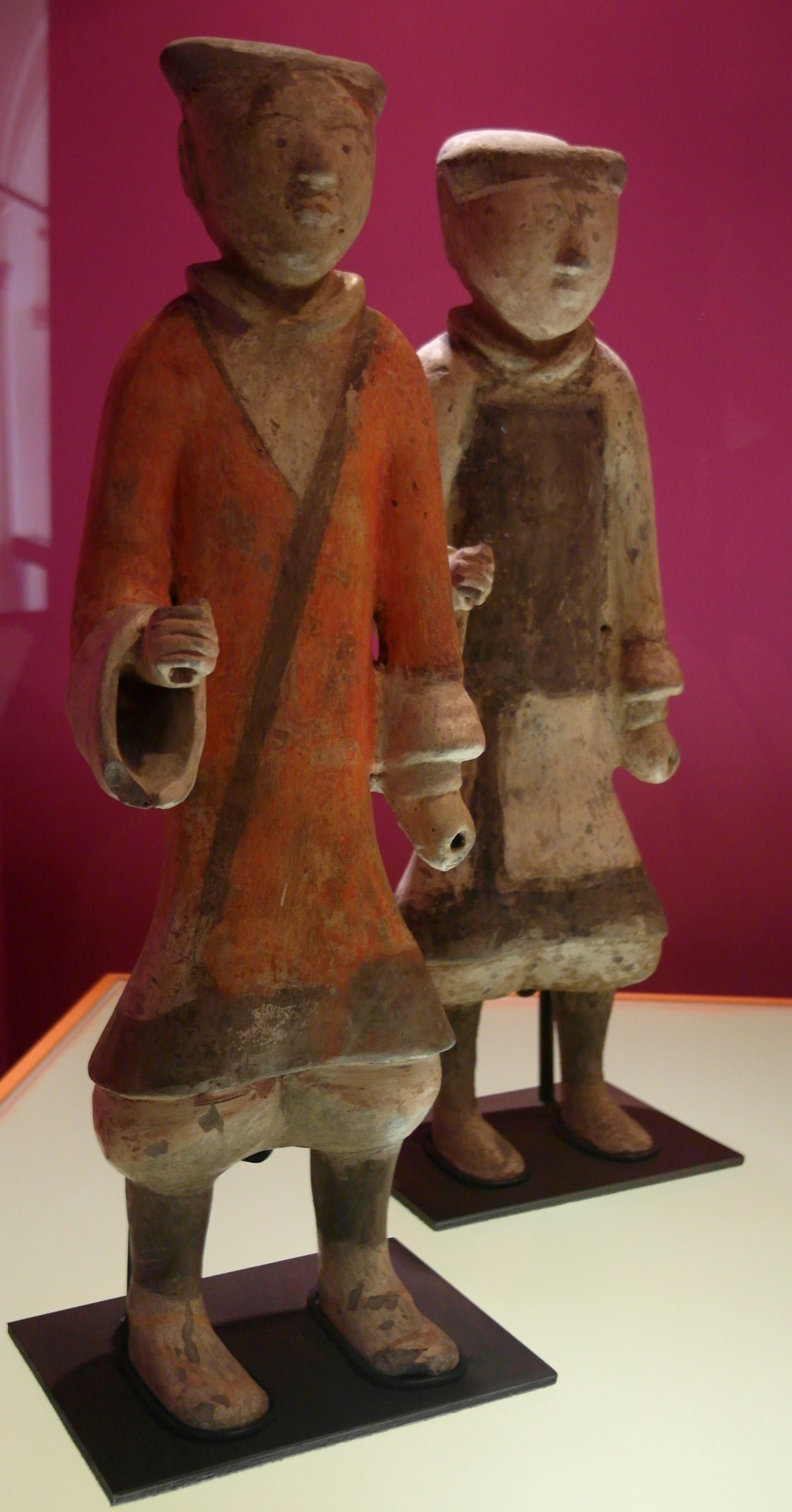